# Batemannia lepida
Batemannia lepida är en orkidéart som beskrevs av Heinrich Gustav Reichenbach. Batemannia lepida ingår i släktet Batemannia och familjen orkidéer. Inga underarter finns listade i Catalogue of Life.